# 日刊新愛媛取材拒否事件
日刊新愛媛取材拒否事件（にっかんしんえひめしゅざいきょひじけん）とは、1984年7月、坪内寿夫オーナーの日刊紙「日刊新愛媛」に対し、愛媛県が取材拒否を行ったことを指す。

## 概要
松山都市圏への県立高等学校（現在の愛媛県立松山中央高等学校）新設をめぐって松山市と砥部町が誘致運動を繰り広げていたさなか、砥部町と比べ地価が割高になるため差額分の埋め合わせが必要という理由で、自民党県連幹部が、地方財政法で禁止されている負担金を拠出するよう松山市に要求したと報道された。愛媛県は高校新設案件を自民党県連に一任しており、要求は事実上県の意向であるといえた。この報道が発端となって当時の愛媛県知事・白石春樹と日刊新愛媛との対立が先鋭化、愛媛県は全国に例を見ない取材拒否の対抗措置を取った。
根拠は、第一に県政に関する事実の歪曲など日刊新愛媛記事の偏りが目に余る、第二に日刊新愛媛はマスコミとして報道の自由で保護されるべき通常の意味での新聞ではなく、新聞倫理綱領に抵触した異常な状態にある――の2点。
愛媛県と県庁所在地の松山市との関係は、白石知事と中村時雄・松山市長との個性豊かなリーダーを互いに戴き、従来からぎくしゃくしたものがあり、また市町村は、県にではなく、県政与党である自民党県議に陳情するという当時の愛媛県独特の政治スタイルが背景にあった。1974年開校の愛媛県立松山西高等学校設立時に、松山市の市有地と、市が新規に購入した土地が無償で県に提供されたことも、今回の県側からの負担金要求につながったとみられる（なお政府見解では、地方自治体の自発的な申し出による負担であっても地方財政法に抵触する）。
この事件以前から日刊新愛媛は、廉売・景品攻勢、坪内オーナーによる記事内容への介入、とくに坪内とそのグループへの翼賛的な記事や白石県政とそれを支える財界人への批判記事などが目立ち、地方新聞社としては特異な存在であった。
関係団体、議員、農業団体、経済団体等も県の例にならって、取材拒否、購読自粛措置、広告出稿停止の申し合わせ等の措置を取った。行政が関係する行事はもちろん、学校現場などにも取材拒否は及び、地方祭の取材まで妨害されるなど、紙面構成に少なからざる影響を受けた。
結果的に、坪内率いる来島グループの円高を主因とした経営不振が響き、日刊新愛媛は1986年末に廃刊となり、取材拒否はその不当性が厳しく指摘されながらも、当事者の一方の消滅により、不自然なかたちのまま終結した。

## 経過
- 1982年頃、日刊新愛媛の紙面で県政や坪内オーナーに批判的な企業経営者等への批判記事が目立ち始める。
- 1984年7月10日　松山市助役が、自民党松山市支部連合会および自民党県連に松山市内への高校設置を要望。報道機関退席後の発言内容の報道が取材拒否の直接の引き金に。
  - 7月15日　日刊新愛媛「県が市に高校誘致で負担金要求」との報道。
同日のサンケイ新聞、読売新聞にも同趣旨の記事があったが取材拒否の対象にはされなかった。
  - 8月9日　県（白石知事）、日刊新愛媛に対し取材拒否の文書通告
  - 8月11日　自民党県連、取材拒否通告。
  - 8月22日　白石知事、取材拒否の理由等を掲載した県広報誌「広報えひめ」別冊を発行。
- 8月から10月にかけて、各種団体・業界団体等の取材拒否の決議相次ぐ。
  - 11月7日　日刊新愛媛、県と白石知事を相手取り取材拒否取り消しと損害賠償の提訴。
- 1985年　秋から円高が進み、海運不況に陥り、日刊新愛媛を擁する来島グループの経営に打撃。
  - 11月28日　日本新聞協会特別委員会、白石知事に取材拒否撤回を求める文書、日刊新愛媛に倫理遵守を求める文書を送る。
  - 12月6日　白石知事、新聞協会に解除の意向告げる。
  - 12月18日　県、取材拒否の解除通知。
- 1986年12月6日　日刊新愛媛、廃刊を決定。
  - 12月31日　廃刊。
- 1987年1月　日刊新愛媛、取材拒否訴訟取り下げ。

## 参考資料
- 宮住冨士夫「県紙の興亡」（自費出版）
- 谷口明生「新聞が消えた!」（風媒社）
- 藤岡伸一郎「取材拒否－権力のシナリオ、プレスの蹉跌」（創風社出版）
- 日刊新愛媛労働組合「輪転機止まる－総括・日刊新愛媛」
- 横田俊文「また来た坊っちゃん－千円札の“取材拒否事件”見聞記」（横田企画）
- 東玲治「記者物語」（創風社出版）